# La La Land (låt)
För filmen från 2016, se La La Land (film).
La La Land är en sång med den amerikanska R&B-sångerskan Brandy, skriven av Static Major och producerad av Dr Dre för sångerskans fjärde studioalbum Afrodisiac (2004).
Låten planerades som skivans första singel i mitten av 2004 men på grund av oenigheter mellan producenten och skivbolaget, Atlantic Records, ställdes dessa planer in, sången släpptes därför aldrig på något album.  Låten läckte på internet i februari 2010. 